# 新居浜市立泉川小学校
新居浜市立泉川小学校（にいはましりついずみがわしょうがっこう）は、愛媛県新居浜市岸の上1丁目13番68号にある公立小学校。

## 教育目標
- 自ら学び、心豊かで健康な子どもの育成

### 児童像
- 明るくやさしい子
- よく考える子
- 元気でがんばる子

### 重点目標
- いじめのない明るく楽しい学校づくり
- 新しい学力観に立った教育内容や教育方法の質的な改善
- ぬくもりのある同和教育の推進

## 沿革・歴史
- 1873年（明治6年）5月設立

## 有名卒業生
- 高見知佳 - 女優
- 水樹奈々 - 声優
- 山田悦子 - 社会運動家

## 通学区域が隣接している学校
- 新居浜市立金子小学校
- 新居浜市立金栄小学校
- 新居浜市立中萩小学校
- 新居浜市立角野小学校
- 新居浜市立船木小学校
- 新居浜市立神郷小学校